# ATC (V03)
Jest to część klasyfikacji anatomiczno-terapeutyczno-chemicznej:
- V – Różne
  - V 01 – Alergeny
  - V 03 – Pozostałe środki lecznicze
  - V 04 – Środki diagnostyczne
  - V 06 – Preparaty żywieniowe
  - V 07 – Wszystkie inne preparaty nieterapeutyczne
  - V 08 – Środki cieniujące
  - V 09 – Radiofarmaceutyki diagnostyczne
  - V 10 – Radiofarmaceutyki lecznicze
  - V 20 – Opatrunki chirurgiczne

Obejmuje ona pozostałe środki lecznicze:

## V 03 A – Pozostałe środki lecznicze
- V 03 AB – Odtrutki
  - V 03 AB 01 – ipekakuana prawdziwa
  - V 03 AB 02 – nalorfina
  - V 03 AB 03 – sole kwasu wersenowego
  - V 03 AB 04 – pralidoksym
  - V 03 AB 05 – prednizolon i prometazyna
  - V 03 AB 06 – tiosiarczan sodu
  - V 03 AB 08 – azotyn sodu
  - V 03 AB 09 – dimerkaprol
  - V 03 AB 13 – obidoksym
  - V 03 AB 14 – protaminy
  - V 03 AB 15 – nalokson
  - V 03 AB 16 – etanol
  - V 03 AB 17 – błękit metylenowy
  - V 03 AB 18 – nadmanganian potasu
  - V 03 AB 19 – fizostygmina
  - V 03 AB 20 – siarczan miedzi
  - V 03 AB 21 – jodek potasu
  - V 03 AB 22 – azotyn izoamylu
  - V 03 AB 23 – acetylocysteina
  - V 03 AB 24 – digitalis-Antidot
  - V 03 AB 25 – flumazenil
  - V 03 AB 26 – metionina
  - V 03 AB 27 – 4-(dimetyloamino)fenol
  - V 03 AB 29 – esterazy cholinowe
  - V 03 AB 31 – błękit pruski
  - V 03 AB 32 – glutation
  - V 03 AB 33 – hydroksykobalamina
  - V 03 AB 34 – fomepizol
  - V 03 AB 35 – sugammadeks
  - V 03 AB 36 – fentolamina
  - V 03 AB 37 – idarucyzumab
  - V 03 AB 38 – andeksanet α
  - V 03 AB 54 – pralidoksym i atropina
- V 03 AC – Czynniki wiążące żelazo
  - V 03 AC 01 – deferoksamina
  - V 03 AC 02 – deferypron
  - V 03 AC 03 – deferazyroks
- V 03 AE – Leki stosowane w leczeniu hiperkaliemii i hiperfosfatemii
  - V 03 AE 01 – sulfonian polistyrenu
  - V 03 AE 02 – sewelamer
  - V 03 AE 03 – węglan lantanu
  - V 03 AE 04 – octan wapnia i węglan magnezu
  - V 03 AE 05 – tlenowodorotlenek cukrożelazowy
  - V 03 AE 06 – kolestylan
  - V 03 AE 07 – bezwodny octan wapnia
  - V 03 AE 08 – cytrynian żelaza
  - V 03 AE 09 – patiromer wapnia
  - V 03 AE 10 – cyklokrzemian sodowo-cyrkonowy
- V 03 AF – Leki zmniejszające toksyczność leków przeciwnowotworowych
  - V 03 AF 01 – mesna
  - V 03 AF 02 – deksrazoksan
  - V 03 AF 03 – folinian wapnia
  - V 03 AF 04 – lewofolinian wapnia
  - V 03 AF 05 – amifostyna
  - V 03 AF 06 – folinian sodu
  - V 03 AF 07 – rasburykaza
  - V 03 AF 08 – palifermina
  - V 03 AF 09 – glukarpidaza
  - V 03 AF 10 – lewofolinian sodu
  - V 03 AF 11 – arginina i lizyna
  - V 03 AF 12 – trilacyklib
- V 03 AG – Leki stosowane w hiperkalcemii
  - V 03 AG 01 – sól sodowa fosforanu celulozy
  - V 03 AG 05 – fosforan sodu
- V 03 AH – Leki stosowane w hipoglikemii
  - V 03 AH 01 – diazoksyd
- V 03 AK – Kleje tkankowe
- V 03 AM – Leki stosowane do embolizacji
- V 03 AN – Gazy medyczne
  - V 03 AN 01 – tlen
  - V 03 AN 02 – dwutlenek węgla
  - V 03 AN 03 – hel
  - V 03 AN 04 – azot
  - V 03 AN 05 – powietrze medyczne
- V 03 AX – Inne preparaty lecznicze
  - V 03 AX 02 – nalfurafina
  - V 03 AX 03 – kobicystat
  - V 03 AX 03 – difelikefalina
- V 03 AZ – Leki hamujące przewodzenie nerwowe
  - V 03 AZ 01 – etanol